# The Power Station Years: The Unreleased Recordings
Jon Bon Jovi (eredeti nevén John Bongiovi) a Bon Jovi előtti felvételei legjobbjait tartalmazza a The Power Station Years c. album, amelyet 2001-ben adtak ki. Az 1980-as évek elején egy magánstúdióban vették fel a dalokat, ahol John, mint portás dolgozott. A "legjelentősebb" dal a Runaway (bár nem minden kiadáson volt rajta), ami 1984-ben a Billboard Hot 100-on a 39-dik helyet érte el.

## Az album dalai
1. Who Said It Would Last Forever – 4:01
2. Open Your Heart – 3:46
3. Stringin' a Line – 3:46
4. Don't Leave Me Tonight – 4:53
5. More Than We Bargained For – 3:49
6. For You – 3:04
7. Hollywood Dreams – 3:16
8. All Talk, No Action – 3:29
9. Don't Keep Me Wondering – 2:57
10. Head Over Heels – 3:31
11. No One Does It Like You – 4:14
12. What You Want – 3:32
13. Don't You Believe Him – 3:13
14. Talkin' in Your Sleep – 4:20
15. Bobby's Girl – 1:39 (csak az amerikai kiadáson)
16. Gimme some lovin' Charlene * – 2:29 (csak az amerikai kiadáson)
17. Don't do That to me Anymore * – 3:47 (csak az amerikai kiadáson)
18. This Woman is Dangerous * – 4:08 (csak az amerikai kiadáson)
19. Maybe Tomorrow * – 3:32 (csak az amerikai kiadáson)
20. Runaway * – 3:39 (csak az amerikai kiadáson)

## Közreműködő előadó
Jon Bon Jovi – ének, gitár, zongora, dob